# 郑作民

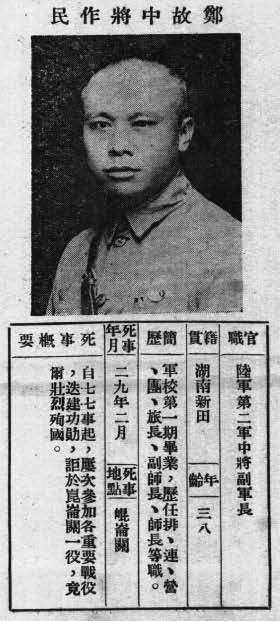
《抗戰軍人忠烈錄》（第一輯）中的鄭作民烈士遺像

鄭作民（1902年9月28日—1940年2月3日 †），中國湖南省新田縣人，抗日戰爭中，以國民革命軍第二軍少將副軍長兼國民革命軍陸軍第九師師長，陣亡於桂南會戰一役。

## 生平
1924年，鄭作民考入黃埔軍校第一期，歷任排連營長等基層軍職，抗日戰爭初期，以戰功升任2軍副軍長兼9師师长。
1939年，第二軍調整為攻擊軍編制；1940年2月3日，於廣西桂南會戰中第二軍遭日軍擊潰，鄭作民所率領的第九师潰退時，位處廣西上林的師部內遭日軍砲擊陣亡。
因郑作民殉国时第九师官兵只顾溃逃、一度弃置其遗体，作为惩罚第九师一度被撤销番号改称无名师。由於鄭本人在該役戰死，軍委會在懲處第二軍時並未剝奪鄭的官階，仍比照常例追晉陸軍中將與撫卹。